# Шипеста мека костенурка
Apalone spinifera е вид костенурка от семейство Мекочерупчести костенурки (Trionychidae). Възникнал е преди около 4,9 млн. години по времето на периода неоген. Видът не е застрашен от изчезване.

## Разпространение
Разпространен е в Канада (Квебек и Онтарио), Мексико (Коауила де Сарагоса, Нуево Леон, Тамаулипас и Чиуауа) и САЩ (Айова, Алабама, Аризона, Арканзас, Вирджиния, Върмонт, Джорджия, Западна Вирджиния, Илинойс, Индиана, Калифорния, Канзас, Кентъки, Колорадо, Луизиана, Минесота, Мисисипи, Мисури, Мичиган, Монтана, Небраска, Невада, Ню Джърси, Ню Йорк, Ню Мексико, Оклахома, Охайо, Пенсилвания, Северна Дакота, Северна Каролина, Тексас, Тенеси, Уайоминг, Уисконсин, Флорида, Южна Дакота, Южна Каролина и Юта).

## Описание
Продължителността им на живот е не повече от 25,2 години. Популацията на вида е стабилна.